# Tate-Streifenbeutelmarder
Der Tate-Streifenbeutelmarder (Myoictis wavicus) ist eine Art der Gattung Streifenbeutelmarder in der Ordnung der Raubbeutlerartigen. Dieser Fleischfresser lebt in Neuguinea.
Myoictis wavicus wurde früher als eine Unterart des Müller-Streifenbeutelmarders (Myoictis melas) angesehen. Aufgrund morphologischer und genetischer Untersuchungen wurde er vor kurzem auf den vollen Artenstatus angehoben. Er ist am engsten mit dem Woolley-Streifenbeutelmarder (Myoictis leucura) verwandt.

## Merkmale
Der Tate-Streifenbeutelmarder hat eine Kopf-Rumpf-Länge von 16,5 bis 17, cm (Männchen) bzw. 14 bis 17 cm (Weibchen) und erreicht ein Gewicht von 110 bis 134 g (Männchen) bzw. 61 bis 83 g (Weibchen). Von den anderen Streifenbeutelmardern unterscheidet sich der Tate-Streifenbeutelmarder durch den kurzbehaarten Schwanz. Die generelle Fellfarbe ist graubraun mit helleren Haaren zwischen den schwarzen dorsalen Streifen. Thenar und erster Interdigitalballen sind miteinander verschmolzen. Die hinteren Gaumenfenster sind groß. Der Prämolar P3 ist mit einer einfachen Wurzel versehen. Die Weibchen tragen vier Zitzen im Beutel.

## Verbreitung
Der Tate-Streifenbeutelmarder ist ein Endemit Papua-Neuguineas. Er ist nur durch weniger als 10 Exemplare, die in Morobe im Gebiet von Wau, auf der nördlichen Seite des Owen-Stanley-Gebirges, gesammelt wurden bekannt. Dort kommt er in Höhen von 975 bis 1810 Meter vor.

## Lebensraum und Lebensweise
Diese Art bewohnt primäre Bergwälder. Wie ihre Verwandten wird sie als tagaktiv und weitgehend bodenlebend angesehen.